# Liste des intercommunalités des Hautes-Alpes

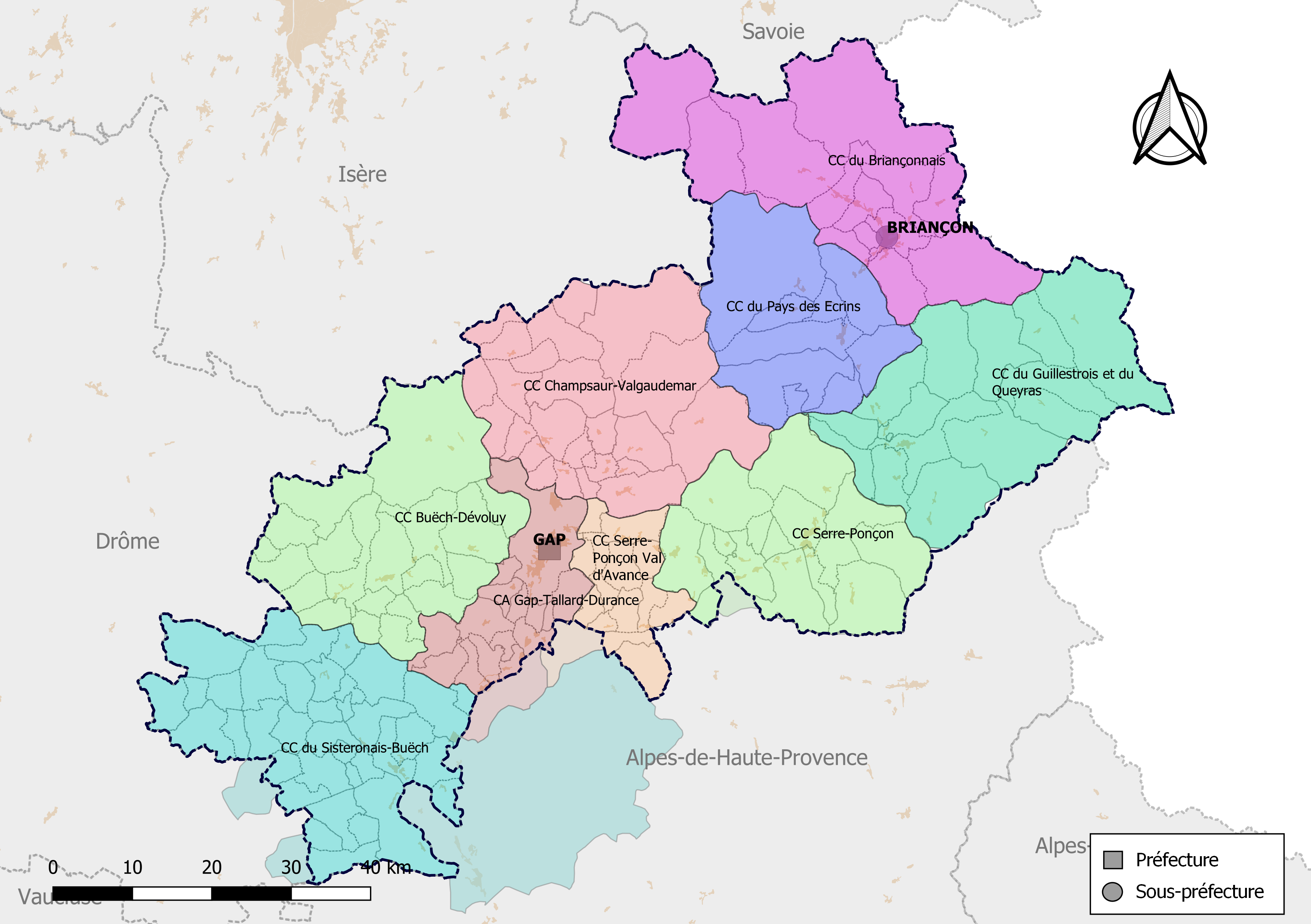
Carte des EPCI des Hautes-Alpes au 1er janvier 2019.

Le département des Hautes-Alpes compte huit établissements publics de coopération intercommunale (EPCI) à fiscalité propre, se décomposant en une communauté d'agglomération et sept communautés de communes dont le siège se situe dans le département.
Ces structures regroupent l'ensemble des communes du département (172 en 2015, puis 168 en 2016).

## Intercommunalités à fiscalité propre
| Communauté d'agglomération                                                                    | Gap-Tallard-Durance       | 200067825 | 26 octobre 2016  | 17 (dont 2 dans le 04)                  | 50 561 (2021) | 351,40   | 144 | Gap                       | Roger Didier            | FPU |
| Communauté de communes                                                                        | Briançonnais              | 240500439 | 28 décembre 1995 | 13                                      | 18 822 (2021) | 843,80   | 22  | Briançon                  | Gérard Fromm            | FPU |
| Communauté de communes                                                                        | Serre-Ponçon              | 200067742 | 2 novembre 2016  | 17 (dont 1 dans le 04)                  | 16 852 (2021) | 608,80   | 28  | Embrun                    | Chantal Eymeoud         | FPU |
| Communauté de communes                                                                        | Champsaur-Valgaudemar     | 200068096 | 7 novembre 2016  | 25                                      | 11 409 (2021) | 766,80   | 15  | Saint-Bonnet-en-Champsaur | Carmine Rogazzo         | FA  |
| Communauté de communes                                                                        | Buëch Dévoluy             | 200067445 | 21 octobre 2016  | 20                                      | 9 545 (2021)  | 716,40   | 13  | Veynes                    | Jean-Marie Bernard      | FPU |
| Communauté de communes                                                                        | Serre-Ponçon Val d'Avance | 200067320 | 28 octobre 2016  | 16 (dont 2 dans le 04)                  | 7 813 (2021)  | 244,60   | 32  | La Bâtie-Neuve            | Joël Bonnaffoux         | FA  |
| Communauté de communes                                                                        | Pays des Écrins           | 240500462 | 14 décembre 2000 | 8                                       | 6 573 (2021)  | 462,80   | 14  | L'Argentière-la-Bessée    | Cyrille Drujon d'Astros | FPU |
| Communauté de communes                                                                        | Guillestrois et Queyras   | 200067452 | 24 octobre 2016  | 15                                      | 7 909 (2021)  | 831,60   | 10  | Guillestre                | Max Bremond             | FPU |
| Intercommunalités dont le siège est situé dans le département des Alpes-de-Haute-Provence (1) |                           |           |                  |                                         |               |          |     |                           |                         |     |
| Communauté de communes                                                                        | Sisteronais-Buëch         | 200068765 | 1er janvier 2017 | 60 (dont 21 dans le 04 et 3 dans le 26) | 25 315 (2021) | 1 488,30 | 17  | Sisteron                  | Daniel Spagnou          | FPU |

### Anciennes intercommunalités
| Nom de l'intercommunalité         | Siège                     | Date de création | Date de disparition | Nombre de communes | Remarques  |
| --------------------------------- | ------------------------- | ---------------- | ------------------- | ------------------ | ---------- |
| Gapençais                         | Gap                       | 1er janvier 2014 | 2017                | 3                  |            |
| Canton de Ribiers Val de Méouge   | Val-Buëch-Méouge          | 30 décembre 1993 | 2017                | 5                  | [ Note 2 ] |
| Champsaur                         | Saint-Bonnet-en-Champsaur | 28 décembre 2001 | 2017                | 15                 |            |
| Embrunais                         | Embrun                    | 28 décembre 1993 | 2017                | 8                  |            |
| Escarton du Queyras               | Aiguilles                 | 27 octobre 2000  | 2017                | 8                  |            |
| Guillestrois                      | Guillestre                | 31 décembre 2000 | 2017                | 8                  |            |
| Haut Buëch                        | Aspres-sur-Buëch          | 14 décembre 2000 | 2017                | 8                  |            |
| Haut Champsaur                    | Saint-Jean-Saint-Nicolas  | 30 décembre 1993 | 2017                | 4                  |            |
| Interdépartementale des Baronnies | Garde-Colombe             | 30 décembre 1994 | 2017                | 13                 | [ Note 3 ] |
| Laragnais                         | Lazer                     | 31 décembre 1994 | 2017                | 7                  |            |
| Pays de Serre-Ponçon              | Espinasses                | 30 décembre 1994 | 2017                | 6                  | [ Note 4 ] |
| Savinois-Serre-Ponçon             | Savines-le-Lac            | 31 décembre 1996 | 2017                | 7                  |            |
| Serrois                           | Serres                    | 28 décembre 1993 | 2017                | 11                 |            |
| Tallard-Barcillonnette            | Tallard                   | 30 décembre 1992 | 2017                | 12                 |            |
| Valgaudemar                       | Saint-Firmin              | 27 décembre 1993 | 2017                | 8                  |            |
| Vallée de l'Avance                | La Bâtie-Neuve            | 14 décembre 2000 | 2017                | 9                  |            |
| Vallée de l'Oule                  | Bruis                     | 29 décembre 1995 | 2017                | 3                  |            |
| Dévoluy                           | Saint-Étienne-en-Dévoluy  | 1er janvier 1995 | 2013                | 4                  | [ Note 5 ] |

### Géographie de l'intercommunalité
La carte des intercommunalités ne repose pas toujours sur le nouveau découpage cantonal entré en vigueur en 2015.
Un seul schéma de cohérence territoriale (SCOT) a été approuvé dans le département, celui de l'aire gapençaise, regroupant la CA du Gapençais (ou de l'Aire Gapençaise) et sept communautés de communes ; un autre SCOT est en projet autour de Briançon.

Le département est composé d'un pôle d'équilibre territorial et rural et d'un pays loi LOADDT, ou Pays issus de la loi Voynet, situés totalement ou partiellement sur le département des Hautes-Alpes :
- le PETR du pays du Briançonnais, des Écrins, du Guillestrois et du Queyras, regroupant trois communautés de communes du nord du département ;
- le Pays Serre-Ponçon Ubaye Durance, regroupant deux communautés de communes, dont une située dans le département voisin des Alpes-de-Haute-Provence autour du lac de Serre-Ponçon.

### Données financières
En plus de la communauté d'agglomération, seules quatre communautés de communes (Briançonnais, Embrunais, Haut Buëch, Laragnais) appliquent la fiscalité professionnelle unique en 2015 ; les autres appliquent alors la fiscalité additionnelle.

## Les redécoupages intercommunaux

### Projet de 2011
En 2011, un projet de schéma départemental de coopération intercommunale (SDCI) avait été adopté. Il prévoyait le rattachement de six communes isolées la rationalisation des périmètres des EPCI à fiscalité propre et la création d'une communauté d'agglomération centrée sur le chef-lieu du département. Ce SDCI a été adopté le 23 décembre 2011.
Ainsi, la communauté d'agglomération du Gapençais a été créée le 1er janvier 2014 par le regroupement des communes de Gap, La Freissinouse et Pelleautier. En outre, la communauté de communes du Dévoluy s'est transformée en commune nouvelle le 1er janvier 2013, pour rejoindre la communauté de communes centrée sur Veynes l'année suivante. Il ne s'agit que d'un projet a minima, puisque les projets de périmètres n'ont pas été abordés.

### Projet de 2015
À la suite de la publication de la loi no 2015-991 du 7 août 2015 portant nouvelle organisation territoriale de la République (dite « loi NOTRe »), un schéma départemental de coopération intercommunale a été élaboré, avec pour objectifs :
- le renforcement de l'intégration communautaire, avec de nouvelles compétences obligatoires pour les EPCI à fiscalité propre ;
- la rationalisation des structures intercommunales, en fixant le seuil minimal de population d'une structure intercommunale à 15 000 habitants.

Ce seuil de population peut être adapté en fonction des critères géographiques, sans pour autant descendre en dessous de 5 000 habitants.
Ce schéma doit obéir à une cohérence spatiale avec les unités urbaines, les bassins de vie et les schémas de cohérence territoriale.
Le département des Hautes-Alpes étant en zone de montagne, le seuil minimal est donc de 5 000 habitants. La moitié des structures intercommunales accusent une population inférieure à ce seuil, aussi doivent-elles fusionner : Canton de Ribiers Val de Méouge, Haut-Buëch, Haut-Champsaur, Interdépartementale des Baronnies, Pays de Serre-Ponçon, Queyras, Savinois-Serre-Ponçon, Serrois, Valgaudemar, Vallée de l'Oule.

#### Projet initial (octobre 2015)
Le nombre d'intercommunalités passerait de quatre à trois dans l'arrondissement de Briançon, et de quinze à six dans l'arrondissement de Gap.
| Projet et nom projeté de la future structure intercommunale | Communes | Population municipale 2012 |
| --- | -------- | -------------------------- |
| Maintien de la CC du Briançonnais | 13       | 20 772                     |
| Maintien de la CC du Pays des Écrins | 9        | 6 622                      |
| Fusion des CC du Guillestrois et de l'Escarton du Queyras (« Guillestrois-Queyras ») | 16       | 8 237                      |
| Fusion des CC du Champsaur, du Haut-Champsaur et du Valgaudemar (« Champsaur-Valgaudemar ») | 27       | 11 047                     |
| Fusion des CC de l'Embrunais, du Savinois-Serre-Ponçon et intégration des communes de Chorges et Rousset (« Autour du Lac de Serre-Ponçon »)                                                            | 17       | 15 555                     |
| Fusion des CC de la Vallée de l'Avance (Chorges exclue) et du Pays de Serre-Ponçon (Rousset exclue) (« Vallée de l'Avance – Pays de Serre-Ponçon »)                                                     | 16       | 7 227                      |
| Extension de la CA du Gapençais à la CC de Tallard-Barcillonnette (« Gap-Tallard-Durance ») | 15       | 48 748                     |
| Fusion des CC Buëch Dévoluy et du Haut Buëch (« CC du Buëch et du Dévoluy ») | 20       | 9 204                      |
| Fusion des CC Interdépartementale des Baronnies, du Serrois, de la Vallée de l'Oule, et intégration de la commune nouvelle de Garde-Colombe (« Centre Buëch »)                                          | 29       | 5 146                      |
| Fusion des CC du Laragnais, du Canton de Ribiers-Val de Méouge plus deux EPCI du département des Alpes-de-Haute-Provence (CC du Sisteronais et de La Motte-du-Caire - Turriers) (« Sisteronais-Buëch ») | 38       | 20 113                     |

#### Projet adopté en mars 2016
Le schéma départemental de coopération intercommunale a été approuvé par le préfet Philippe Court le 29 mars 2016.
À l'issue de la commission départementale de coopération intercommunale (CDCI) du 17 mars 2016, quelques changements ont été apportés :
- la CC « de Serre-Ponçon », issue de la fusion des CC de l'Embrunais, du Savinois-Serre-Ponçon, intègre les communes de Chorges (CC de la Vallée de l'Avance) et de Pontis (Alpes-de-Haute-Provence), et non plus de Rousset (17 communes pour 15 473 habitants) ;
- la CC « Serre-Ponçon Val d'Avance », issue de la fusion des CC de la Vallée de l'Avance (Chorges exclue) et du Pays de Serre-Ponçon (Rousset comprise), inclut Piégut et Venterol, deux communes des Alpes-de-Haute-Provence (16 communes pour 7 235 habitants) ;
- les communes bas-alpines de Claret et Curbans rejoignent la communauté d'agglomération Gap-Tallard-Durance (17 communes pour 49 482 habitants) ;
- enfin, la CC « Sisteronnais-Buëch » sera issue de la fusion de sept communautés de communes : Laragnais, Ribiers-Val de Méouge, Interdépartementale des Baronnies, Serrois, Vallée de l'Oule, Sisteronais et La Motte-du-Caire - Turriers (62 communes pour 24 775 habitants).